# Udalrich I.
Udalrich I. († 17. November 1099 wahrscheinlich in Eichstätt) war von 1075 bis zu seinem Tode 1099 der 19. Bischof von Eichstätt.

## Leben
Nachdem König Heinrich IV. 1073 beim Hofkaplan Bischof Gundekar II. in Eichstätt den Palmsonntag verbracht hatte, ernannte er zwei Jahre später – nach Gundekars Tod – den Edelfreien Udalrich zum Bischof von Eichstätt. 
Im Investiturstreit zwischen Papst Gregor VII. und König Heinrich IV. gehörte er auf der Reichsversammlung, die im Januar 1076 in Worms stattfand, zu den Bischöfen, die Gregor VII. den Gehorsam aufkündigten. An der folgenden Reichsversammlung im Mai 1076, ebenfalls in Worms, auf der der Papst abgesetzt werden sollte, war er aber nicht mehr beteiligt.
1080 verlieh Heinrich IV. der Eichstätter Kirche den Wildbann in den Gauen Rodmaresperch (Ruppmannsburg) und Solzgowe (Sulzgau). 1085 erneuerten die Anhänger Heinrichs und damit auch Udalrich aus einer Synode in Mainz die Verurteilung von Gregor VII. und sprachen sich für den Gegenpapst Clemens II. aus. Auch belegten sie den vom Papst eingesetzten Gegenkönig mit dem Kirchenbann. 1091 erhielt Udalrich den Ort Greding für die Eichstätter Kirche zurück, musste aber zwei Jahre später diesen Besitz auf kaiserliche Anweisung wieder abtreten, worauf sich die Beziehung Udalrichs zum Herrscherhaus verschlechterte. So hielt er sich seit 1093 nicht mehr in der Umgebung des Kaisers auf.
In Eichstätt ist seit Bischof Udalrich das Rationale als bischöfliches Würdezeichen bezeugt.